# Kelímek

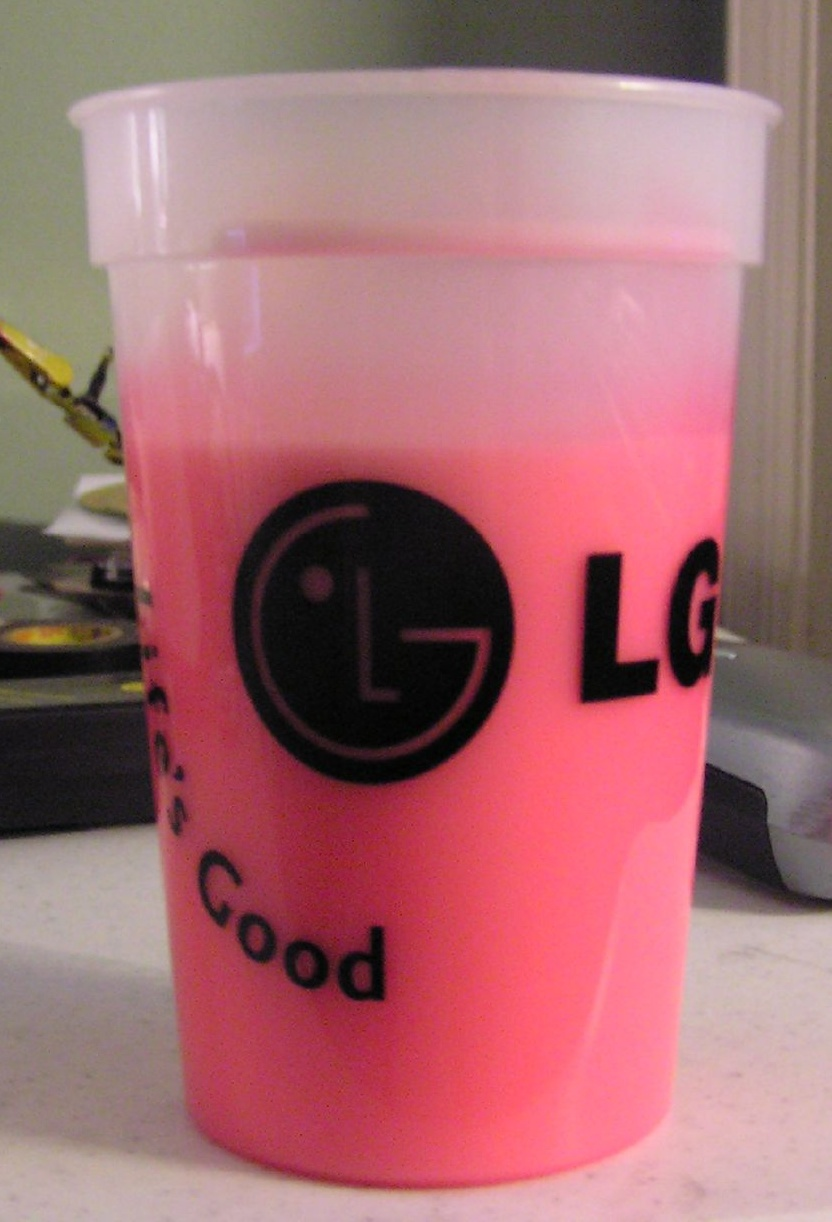
Reklamní kelímek s nápojem

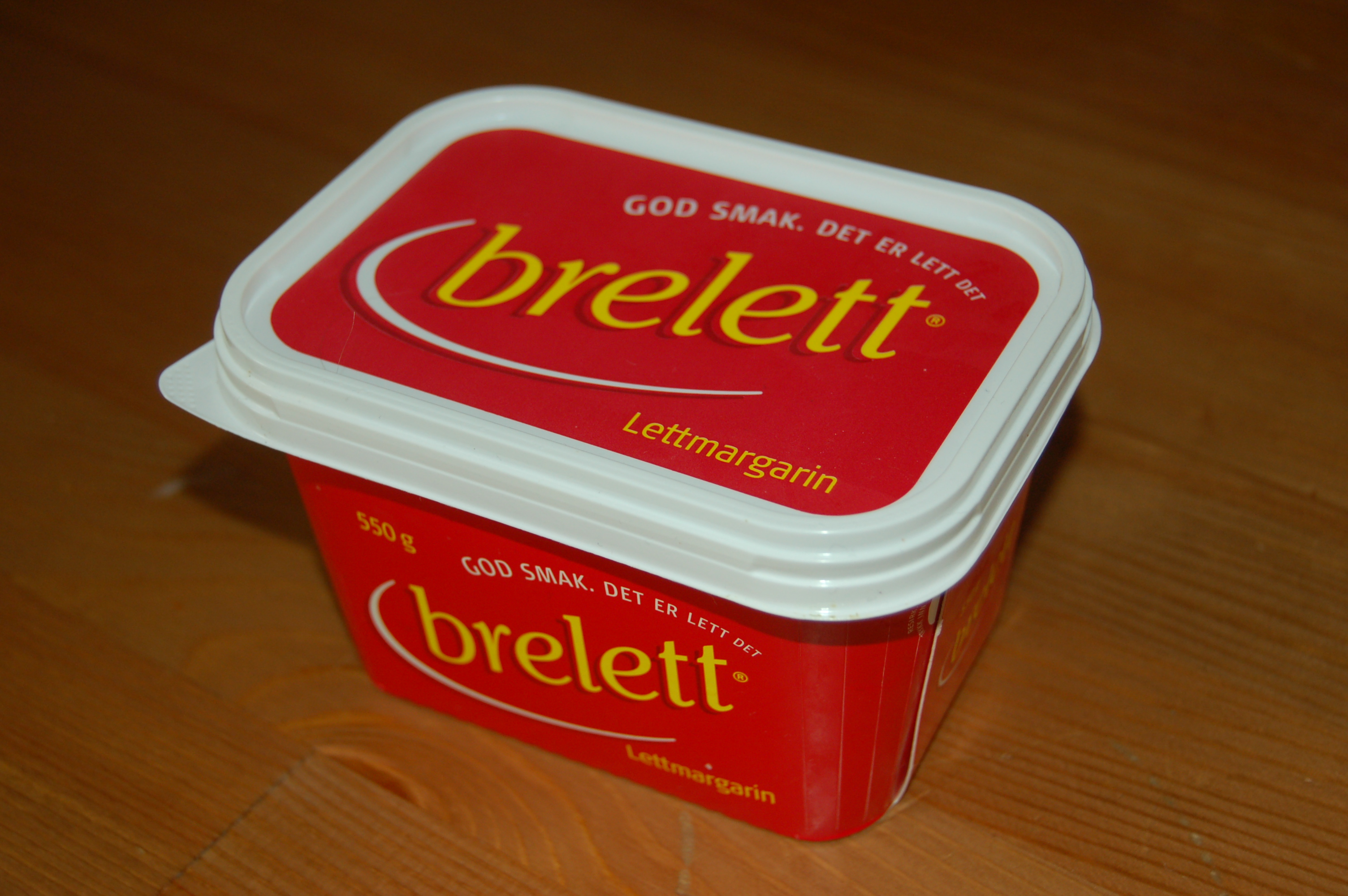
Opakovaně uzavíratelný kelímek s margarínem

Kelímek je druh nádoby, který se používá převážně pro uchovávání a přenos tekutin určených ke konzumaci, ale dá se využívat i pro transport pevných materiálů jako například sypkých hmot. Kelímek původně označovat chemickou nádobu pro tavení kovů (podobně jako tyglík, užívání tohoto slova je patrné například v biblickém překladu).
Kelímky se vyrábějí například z pevných, tenkých plastů, schopných odolávat vyšším teplotám, což umožňuje přechovávání i teplých nápojů, nebo z povoskovaného papíru.
Kelímek je využíván zpravidla jen pro jedno použití a pokud je nápoj zakupován, je často jeho cena účtována zvlášť, což zvyšuje cenu nápoje. Kelímky jsou v závislosti na použití i různě veliké. Pro konzumaci piva se využívají půllitrové, či třetinkové, na čaj o objemu 0,2 litru, či menší na kávu z prodejních automatů.
Vzhledem k tomu, že se jedná o výrobek na jedno použití, je občas kritizována jeho neekologičnost.

## Uzavíratelné kelímky
- Jednorázově uzavíratelné kelímky se používají nejčastěji pro balení takových pastovitých výrobků, u kterých se spotřebuje celé balení naráz. Typicky jogurty a jejich náhražky, smetana, některé další mléčné výrobky. Plastový kelímek je uzavřen odtrhávacím víčkem z hliníkové nebo plastové fólie. Kelímek má univerzální potisk s logem výrobce, informace o konkrétní verzi výrobku včetně data spotřeby jsou na krycí fólii. Kelímky jsou velmi často kónického, takřka válcového tvaru.
- Opakovaně uzavíratelné kelímky mají využití pro pastovité výrobky spotřebovávané postupně. Z potravinářských výrobků například majonézy, hořčice, tedy potraviny hluboce chemicky zpracované, které je možné konzumovat postupně. Na kelímek je nasazeno překryvné víčko ze stejného materiálu, jako je vlastní kelímek. Pod víčkem někdy bývá ještě fólie, kterou je nutné před prvním použitím odstranit. Tyto kelímky mají nejrůznější tvary.

## Speciální kelímky
Kelímek může být i zvláštní strojní součástka nebo specializované výrobní náčiní např. v keramickém, sklářském či hutním průmyslu apod.